# Callhyccoda albiviridis
Callhyccoda albiviridis là một loài bướm đêm trong họ Noctuidae.